# Pentax Auto 110

## Descripción

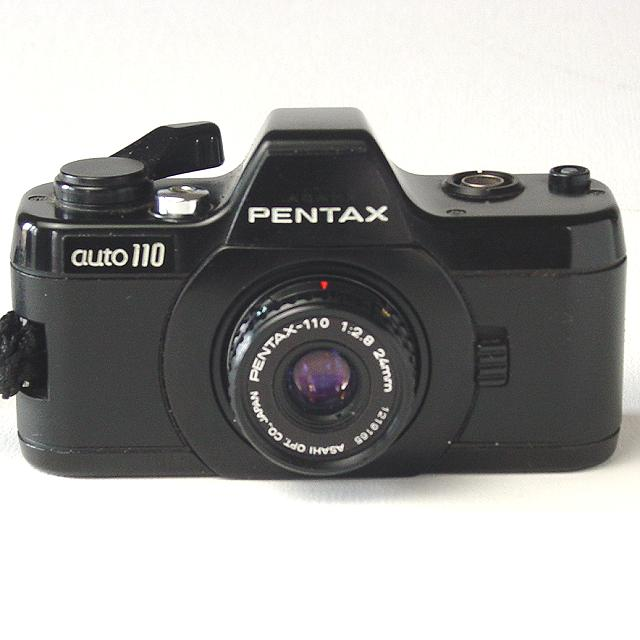
Pentax Auto 110

Bautizada como la cámara SLR más pequeña y ligera fabricada nunca, la Pentax Auto 110 continúa disfrutando del estatus de culto décadas después de ser introducida por Asahi Pentax en 1978.
En 1978 la firma de cámaras japonesa Asahi Pentax introducía la Pentax Auto 110, una cámara SLR que utilizaba película de 110, y contaba con tres lentes intercambiables. El sistema completo todavía se referencia como Pentax System 10, aunque muchos de los anuncios sólo usaran el nombre de la cámara o Pentax-110.
El sistema completo se convirtió en un ícono por ser el único sistema SLR completo en miniatura creado para el formato 110. Fue considerada también la SLR más pequeña con lentes intercambiables hecha nunca. La cámara se adapta perfectamente a la palma de la mano y de forma sorprendente, así como las tres lentes que vienen con ella. Por su tamaño, muchos la confunden con un juguete o no llegan a creer que realmente funcione.
Tres lentes adicionales hechas en 1981, y un modelo actualizado, la Pentax Auto 110 Super, fueron introducidos un año después. El modelo “Super” lucía el mismo tamaño y forma que su antecesora y admitía las mismas lentes. Las actualizaciones incluyeron una mejora en el mecanismo de rebobinado de la película (rebobinado en un solo golpe la película a la vez que amartilla el obturador), una velocidad de disparo máxima de 1/400, un visor más luminoso, un temporizador electrónico de 10 segundos, bloqueo del disparo y aviso ante escasez lumínica.

## Especificaciones técnicas
Fabricante: Asahi Optical
Lugar de fabricación: Japón
Fecha de fabricación: 1978
Sistema de enfoque: SLR con visor con pentaprisma; 0.75x magnificación; 87% cobertura
Montura: Pentax System 10 mount (bayoneta)
Disparador: Obturador en láminas / diafragma; Min: 1/750 @ f/13.5; Max: 1 segundo
Sistema de medición: A través de la lente (TTL) fotocélula CdS – ponderado centralmente
Flash: conector de sincronización flash patentado
Película: 110 Instamatic Film; 13mm x 17mm
Velocidad de la película: ASA 100 / 400 (auto-indexado)
Tipo de baterías: 2 x SR44 (batería estándar de reloj)
Dimensiones y peso: Cuerpo: 56mm x 99mm x 32mm, 159g; con lente: 56mm x 99mm x 45mm, 172g